# 麴允
麴允（？—316年），金城人。出身涼州豪族。西晉末年官員，協助晉室收復長安，讓晉愍帝於長安登位。後屢次成功保衞長安。但最終都無法助愍帝復興西晉，只能與愍帝一同被俘往漢國都城平陽，後自殺。

## 生平
永嘉五年（311年），漢軍攻陷西晉首都洛陽，並擄走晉懷帝。當時鎮守長安的南陽王司馬模派牙門趙染守戍蒲阪，但趙染不久就因不能當馮翊太守而叛晉，不久更與漢國將領劉粲和劉曜攻陷長安，殺死司馬模，並佔領關中地區。當時任安夷護軍、始平太守的麴允與索綝等人於是投奔安定太守賈疋，並與賈疋共謀復興晉室。眾人於是共推賈疋為平西將軍，領兵五萬攻向長安，並得到其他不肯投降漢國的州郡響應。大軍多次擊敗漢軍，聲勢大振，關西胡人和漢人都紛紛響應，漢國將領劉曜只得退守長安城，大軍於是圍攻長安。同時，閻鼎帶著秦王司馬業入關中，賈疋派兵迎接，並於當年年末入雍城。
次年，劉曜在多次戰敗之下只好撤出長安，賈疋收復長安，並請司馬業入城。並於數月後稱皇太子，建立行臺，由護送司馬業入關的閻鼎總管各事。當時麴允妒忌閻鼎之功，亦意圖參與政事，於是借京兆太守梁綜與閻鼎爭權被對方所殺的機會與索綝等人聯手攻伐閻鼎，逼其出走。同時，雍州刺史賈疋在討伐叛胡時被殺，麴允於是繼位雍州刺史。建興元年（313年），晉懷帝於平陽被殺，司馬業即位，是為晉愍帝，並以麴允為尚書左僕射、領軍、持節、西戎校尉、錄尚書事，繼續任雍州刺史。
愍帝即位不久，漢國將領劉曜、喬智明和趙染等人即進攻長安，麴允奉命到黃白城抵抗，雖然連番被擊退，長安外城更一度被趙染所掠，但麴允及後乘夜襲殺喬智明，擊退漢軍。次年，劉曜與趙染和殷凱等又攻長安，麴允於馮翊敗於殷凱，但及後即收兵並夜襲殷凱，擒殺殷凱，成功阻止漢軍繼續西進。建興三年（315年），劉曜進攻北地，愍帝下詔以麴允為大都督、驃騎將軍以抵抗劉曜。麴允行軍時聽聞劉曜已轉攻上郡，於是駐屯靈武，但自以兵弱而不敢進擊。至次年七月，劉曜圍困北地，麴允於是率步騎三萬營救。劉曜圍城縱火，煙塵蔽天，並行反間計稱北地已經陷落。麴允中計，軍心崩潰，劉曜於是趁機追擊麴允，麴允率敗軍回靈武。因沒援軍，北地太守麴昌被逼棄城突圍，北地就此被劉曜攻陷。
麴允性格仁厚不果斷，喜用爵位取悅人，如賜爵給吳皮、王隱等無賴惡人；以征、鎮、杖節，侍中、常侍加官去取悅焦嵩、竺恢等郡守；連小塢主都賜將軍號，以圖連結眾心，但卻令諸將驕恣，人情背離，胡族更見跋扈，關中大亂。連麴允向時任安定太守的焦嵩求援都因焦嵩向來輕慢麴允而拖延。
劉曜攻陷北地後，劉曜轉以進攻長安，雖然附近郡縣都派援軍，但都不敢進擊。南陽王司馬保亦派兵救援並進擊劉曜，但剛擊敗劉曜就怕一旦抵抗成功會提升麴允和索綝權勢，於是撤兵不再進攻。劉曜因此成功進佔長安外城，逼麴允和索綝與愍帝退保小城。小城中因被圍困而鬧飢荒，麴允在太倉找來數十餅麴，弄成粥進呈愍帝。麴餅都吃光後，愍帝被逼投降，歎道：「誤我事的人，是麴允和索綝兩位呀。」麴允隨愍帝被送至平陽後，見愍帝被漢國皇帝劉聰所幽禁凌辱，麴允於是伏地號哭，令劉聰大怒並將他收監。麴允在獄中憤而自殺。劉聰嘉獎其忠烈行為，追贈他車騎將軍，諡為節愍侯。

## 延伸阅读
[在维基数据编辑]
 《晉書·卷089》，出自房玄齡《晉書》